# Südostasienspiele 1983
Die Südostasienspiele 1983, englisch als Southeast Asian Games (SEA Games) bezeichnet, fanden vom 28. Mai bis zum 6. Juni 1983 in Singapur statt. Es war die 12. Auflage der Spiele. Es nahmen mehr als 1500 Athleten und Offizielle aus 8 Ländern in 18 Sportarten an den Spielen teil.

## Medaillenspiegel
| Platz | Land        | Gold | Silber | Bronze | Gesamt |
| ----- | ----------- | ---- | ------ | ------ | ------ |
| 1.    | Indonesien  | 64   | 67     | 54     | 185    |
| 2.    | Philippinen | 49   | 48     | 53     | 150    |
| 3.    | Thailand    | 49   | 40     | 38     | 127    |
| 4.    | Singapur    | 38   | 38     | 58     | 134    |
| 5.    | Birma       | 18   | 15     | 17     | 50     |
| 6.    | Malaysia    | 16   | 25     | 40     | 81     |
| 7.    | Brunei      | 0    | 0      | 5      | 5      |
| 8.    | Kampuchea   | 0    | 0      | 0      | 0      |

## Sportarten
- Badminton
- Basketball
- Bogenschießen
- Bowling
- Boxen
- Fußball
- Gewichtheben
- Hockey
- Judo
- Leichtathletik
- Reiten
- Schwimmsport
- Segeln
- Sepak Takraw
- Schießen
- Tennis
- Tischtennis
- Volleyball

## Referenzen
- Percy Seneviratne (1993) Golden Moments: the S.E.A Games 1959-1991 Dominie Press, Singapur ISBN 981-00-4597-2
- Geschichte der Südostasienspiele
- Lew Hon Kin: SEA Games Records 1959-1985, Petaling Jaya – Penerbit Pan Earth, 1986